# Ishikawa Shigehiko
Ishikawa Shigehiko (japanisch 石川 滋彦; geboren 14. Oktober 1909 in Tokio; gestorben 7. März 1994) war ein japanischer Maler im Yōga-Stil.

## Leben und Wirken
Ishikawa Shigehiko machte 1932 seinen Abschluss in der Abteilung für Westliche Malerei an der „Tōkyō bijutsu gakkō“ (東京美術学校), einer der Vorläufereinrichtungen der heutigen Universität der Künste Tokio.
1929 konnte Ishikawa zum ersten Mal ein Bild auf der „Teiten“ ausstellen. 1938 und 1939 erhielten seine Bilder auf der Ausstellungsreihe eine besondere Anerkennung, so dass er anschließend seine Bilder Jury-frei ausstellen konnte.
Ishikawa schloss sich der Künstlergemeinschaft „Kōfū-kai“ (光風会) und wechselte nach dem Pazifikkrieg 1947 zur „Shin-seisaku kyōkai“ (新制作協会). Er wirkte als Kunstdozent an der Universität Tokio, dann an der Gakushūin-Universität und schließlich an der Meiji-Universität. Er fertigte auch Illustrationen für Zeitungen und Zeitschriften an, darunter für „Tōkyō no mon“ (東京の門) – „Das Tor von Tōkyō“ von Tamura Taijirō.
1986 wurde Ishikawa mit dem 10. „Hasegawa Jin Gedächtnispreis“ ausgezeichnet.
Ishikawa malte häufig Waldlandschaften und Wasserläufe, zu seinen Bildern gehören aber auch Stadtansichten wie „Sēnu kawagishi fūkei“ (セーヌ河岸風景) – „Gegend am Seine-Ufer“, „Shichigatsu no Amusuterudamu“ (七月のアムステルダム) – „Amsterdam im Juli“, und das, obwohl er anscheinend nie in Europa war.
Aus der Zeit des Pazifikkriegs wird ein Bild Ishikawas mit dem Titel „Batabiya-oki kaisen“ (バタビヤ沖海戦) „Seeschlacht auf dem Meer vor Batavia – Versenkung der Houston“ aus dem Jahr 1942 im Nationalmuseum für moderne Kunst Tokio aufbewahrt. Ein anderes Bild aus der Zeit hat den Titel „Meisai suru shōsen“ (迷彩する商船) – „Getarntes Handelsschiff“.
Ishikawa verfasste das Lehrbuch „Nichiyō gaka no abura-e nyumon“ (日曜画家の油絵入門) – „Einführung in die Ölmalerei für Sonntagsmaler“.